# Vou Gritar
"Vou Gritar" é o primeiro single do álbum de estreia da cantora brasileira Jenni Mosello, lançado em 3 de Novembro de 2017 nas plataformas digitais. A canção destacou-se como uma das primeiras músicas bem-sucedidas lançadas por ex-participantes de realities show no Brasil, atingindo mais de 100 mil reproduções no Spotify em menos de 1 mês.
"Vou Gritar" incorpora elementos de pop, com influência de EDM.

## Videoclipe
O clipe oficial de "Vou Gritar" foi lançado em 12 de janeiro de 2018, e ultrapassou 500 mil visualizações após 1 mês de lançamento.